# Etropus rimosus
Etropus rimosus är en fiskart som beskrevs av Goode och Bean, 1885. Etropus rimosus ingår i släktet Etropus och familjen Paralichthyidae. IUCN kategoriserar arten globalt som livskraftig. Inga underarter finns listade i Catalogue of Life.